# Trần Ung
Trần Ung (tiếng Trung giản thể: 陈雍, bính âm Hán ngữ: Chén Yōng, sinh tháng 10 năm 1966, người Mãn) là chính trị gia nước Cộng hòa Nhân dân Trung Hoa. Ông là Ủy viên dự khuyết Ủy ban Trung ương Đảng Cộng sản Trung Quốc khóa XX, hiện là Phó Bí thư chuyên chức Khu ủy Ninh Hạ. Ông từng là Thường vụ Thành ủy, giữ chức vụ lãnh đạo nhánh kiểm tra, kỷ luật Đảng và chính quyền 2 trực hạt thị là Bắc Kinh và Trùng Khánh; và Phó Bộ trưởng Bộ Giám sát Trung Quốc.
Trần Ung là đảng viên Đảng Cộng sản Trung Quốc, học vị Thạc sĩ Luật học, MBA. Ông có sự nghiệp hơn 30 năm tập trung vào công tác giám sát, kiểm tra, kỷ luật Đảng Cộng sản và nhà nước Trung Quốc.

## Xuất thân và giáo dục
Trần Ung sinh vào tháng 10 năm 1966 tại huyện Bắc Trấn, một khu vực có số lượng lớn người Mãn thuộc địa cấp thị Cẩm Châu, tỉnh Liêu Ninh, Cộng hòa Nhân dân Trung Hoa. Ông là người Mãn lớn lên và tốt nghiệp cao trung ở Bắc Trấn, thi cao khảo vào năm 1984 và đỗ Đại học Sư phạm Liêu Ninh, tới thủ phủ Thẩm Dương nhập học hệ chính trị từ tháng 9 cùng năm và tốt nghiệp cử nhân chuyên ngành này vào tháng 9 năm 1988. Sau đó, ông tiếp tục tham gia chương trình nghiên cứu sinh toàn thời gian ở Sư phạm Liêu Ninh về ngành chủ nghĩa xã hội khoa học và nhận bằng Thạc sĩ Luật học vào tháng 8 năm 1991. Từ tháng 4 năm 2003, ông sang Illinois của Hoa Kỳ để theo học chương trình quản lý công thương chi nhánh Chicago của Đại học bang Illinois, nhận bằng MBA vào tháng 4 năm 2004. Trần Ung được kết nạp Đảng Cộng sản Trung Quốc vào tháng 1 năm 1988, khi là sinh viên năm cuối Sư phạm Liêu Ninh.

## Sự nghiệp

### Liêu Ninh
Tháng 8 năm 1991, sau 7 năm học liên tiếp ở Sư phạm Liêu Ninh, Trần Ung được nhận vào Chính phủ Nhân dân tỉnh Liêu Ninh, phân tới Sảnh Giám sát tỉnh làm cán bộ Phòng Pháp quy chính sách. Sau đó 2 năm, ông được điều tới Ngân hàng Xây dựng Trung Quốc (CCB) chi nhánh Liêu Ninh làm nhân viên văn phòng, rồi Phó Chủ nhiệm Văn phòng CCB Liêu Ninh từ tháng 3 năm 1996. Vào cuối năm 1998, ông được điều trở lại Sảnh Giám sát Liêu Ninh làm Trợ lý Sảnh trưởng, cấp chính xứ, rồi được biệt phái về thành phố Đại Liên từ tháng 8 năm 2000 đến tháng 8 năm 2001 làm Ủy viên Thường vụ Ủy ban Kiểm Kỷ, Phó Cục trưởng Cục Giám sát Đại Liên. Tháng 10 năm 2001, Trần Ung được bầu làm Ủy viên Thường vụ Ủy ban Kiểm Kỷ Liêu Ninh, thăng ngạch phó sảnh, nhậm chức Phó Sảnh trưởng Sảnh Giám sát tỉnh từ tháng 10 năm 2002. Sau đó 2 năm thì ông được điều tới địa cấp thị Phủ Thuận, nhậm chức Phó Bí thư Thị ủy, Bí thư Ủy ban Kiểm Kỷ Thị ủy Phủ Thuận, được 8 tháng thì tới thủ phủ Thẩm Dương, vào Ủy ban Thường vụ Thành ủy, là Bí thư Ủy ban Kiểm Kỷ Thành ủy Thẩm Dương.

### Trung ương
Tháng 12 năm 2010, sau gần 20 năm công tác ở quê nhà Liêu Ninh, Trần Ung được điều lên trung ương, là cán bộ Văn phòng Giám sát Quản lý hiệu quả của Ủy ban Kiểm tra Kỷ luật Trung ương Đảng Cộng sản Trung Quốc. Rồi sau đó ông được bổ nhiệm làm Kiểm tra kỷ luật viên cấp cục trưởng của văn phòng này, là chuyên viên giám sát kiêm phó chủ nhiệm. Vào tháng 12 năm 2011, ông là Chủ nhiệm Văn phòng, sau đó chuyển chức các vị trí của Ủy ban Kiểm Kỷ Trung ương Đảng như Chủ nhiệm Văn phòng Giám đốc hiệu năng và chấp pháp từ tháng 5 năm 2013, Chủ nhiệm Văn phòng Giám sát Kiểm Kỷ số 12 từ tháng 3 năm 2014. Ông được thăng chức làm Phó Bộ trưởng Bộ Giám sát từ tháng 4 năm 2015.

### Trùng Khánh, Bắc Kinh và Ninh Hạ
Cuối năm 2016, Trần Ung được điều về Trùng Khánh, chỉ định vào Ủy ban Thường vụ Thành ủy, nhậm chức Bí thư Ủy ban Kiểm Kỷ Thành ủy Trùng Khánh, Chủ nhiệm Ủy ban Giám sát thành phố Trùng Khánh, cấp phó tỉnh. Tại thời gian ở Trùng Khánh, ông dự Đại hội Đảng Cộng sản Trung Quốc lần thứ XIX và được bầu là Ủy viên Ủy ban Kiểm Kỷ Trung ương Đảng khóa XIX, ứng cử và trúng cử là đại biểu của Đại hội Đại biểu Nhân dân toàn quốc khóa XIII nhiệm kỳ 2018–23. Được 2 năm ở đây thì ông tiếp tục được điều chuyển, và lần này là tới thủ đô, vào Ủy ban Thường vụ Thành ủy, tiếp tục giữ chức vụ tương tự là Bí thư Ủy ban Kiểm Kỷ Thành ủy Bắc Kinh, Chủ nhiệm Ủy ban Giám sát Bắc Kinh. Ở thủ đô 3 năm, Trần Ung được điều về Ninh Hạ, nhậm chức Phó Bí thư Khu ủy Ninh Hạ từ ngày 15 tháng 7 năm 2022. Cuối năm 2022, ông là đại biểu của đoàn Ninh Hạ dự Đại hội Đảng Cộng sản Trung Quốc lần thứ XX. Trong quá trình bầu cử tại đại hội, ông được bầu là Ủy viên dự khuyết Ủy ban Trung ương Đảng Cộng sản Trung Quốc khóa XX.